# Tourgéville
Tourgéville település Franciaországban, Calvados megyében. Lakosainak száma 846 fő (2022. január 1.). Tourgéville Benerville-sur-Mer, Bonneville-sur-Touques, Deauville, Glanville, Saint-Arnoult, Saint-Étienne-la-Thillaye és Vauville községekkel határos.

## Népesség
A település népessége az elmúlt években az alábbi módon változott:
| Lakosok száma | 718  | 748  | 730  | 922  | 941  | 853  | 799  | 782  | 803  | 846  |
|               | 1968 | 1982 | 1990 | 2006 | 2013 | 2015 | 2017 | 2019 | 2020 | 2022 |